# Otoyol 7
Die Nordmarmara-Autobahn (türkisch Kuzey Marmara Otoyolu) ist die dritte Umgehungsstraße der türkischen Metropole Istanbul. Sie verläuft zwischen Kınalı (bei Silivri) und Akyazı. Dabei umgeht die Autobahn auch die Städte İzmit und Sakarya. Die Strecke verläuft nördlich und parallel zu den Autobahnen Otoyol 3 und Otoyol 4. Die Autobahn tangiert die Otoyol 4 in der Nähe des Sabiha-Gökcen-Flughafens. Die Strecke schneidet viele Waldgebiete nördlich von Istanbul und führt nicht durch bebautes Gebiet. Als Gründe für das Projekt werden auf der einen Seite die Entlastung des innerstädtischen Verkehrs bzw. der vorhandenen Otoyol 3 und Otoyol 4 und auf der anderen Seite die Anbindung an den neuen Istanbuler Flughafen genannt. Die Autobahn wird mit dem Build-Operate-Transfer-Modell realisiert.
Ein wesentlicher Teil der Straße ist die Yavuz-Sultan-Selim-Brücke, die im August 2016 eröffnet wurde.
Die Strecke wurde bis 2016 zwischen dem Zubringer Odayeri und Pendik (Kurtköy), wo sich der Anschluss an die Otoyol 4 befindet, erweitert.
Am 20. Dezember 2020 wurde die komplette Autobahn für den Verkehr freigegeben. Die Strecke beläuft sich insgesamt auf fast 400 Kilometer.
Seit dem 26. Juni 2021 ist zwischen Başakşehir und Nakkaş ein weiterer Autobahn-Abschnitt im Bau, welcher sich auf 45 Kilometer (inklusive Zubringer) beläuft. Nach Abschluss der Bauarbeiten soll der Sazlidere-Staudamm mithilfe einer Hängebrücke überquert werden.